# 19-2
19-2 ist eine kanadische Krimi-Fernsehserie über den Alltag von Streifenpolizisten der kanadischen Metropole Montreal. Der Titel der Serie bezieht sich auf die Kennung des Streifenwagens der beiden Hauptfiguren: Wache 19, Fahrzeug 2. Zunächst entstand die Serie auf Französisch und war seit dem 2. Februar 2011 auf ICI Radio-Canada Télé zu sehen. Aufgrund der Mehrsprachigkeit in Kanada folgte seit dem 29. Januar 2014 auf Bravo eine englische Adaption mit neuen Darstellern aber praktisch gleicher Story. Sie lief mit vier Staffeln sogar ein Jahr länger als ihre Vorlage und hatte in deutscher Fassung ab 23. Februar 2016 auf Sony AXN Premiere.

## Handlung
Im Zentrum der Handlung steht das Polizeirevier 19 in Montréal, das sich inmitten des sozialen Brennpunkts der kanadischen Millionenstadt befindet. Benoît Chartier (in der englischsprachigen Version: Ben Chartier) ist ein junger Polizist, der sich vom Land in die Großstadt versetzen ließ und nun Nicolai Berrof (bzw. Nick Barron) als Partner zugewiesen bekommt. Berrof ist gerade erst aus einer mehrmonatigen Zwangspause in den Dienst zurückgekehrt. Er war in einen Vorfall verwickelt, bei dem ein Kollege angeschossen wurde.

## Besetzung
| Figur                                | Franz. Darsteller         | Engl. Darsteller    | Dt. Sprecher (Engl. Version) |
| ------------------------------------ | ------------------------- | ------------------- | ---------------------------- |
| Benoît Chartier / Ben Chartier       | Claude Legault            | Jared Keeso         | Christian Stark              |
| Nicolaï Berrof / Barron              | Réal Bossé                | Adrian Holmes       | Clemens Gerhard              |
| Tyler Joseph                         | Benz Antoine              | Benz Antoine        | Daniel Welbat                |
| Bérengère / Beatrice Hamelin         | Véronique Beaudet         | Mylène Dinh-Robic   | Kristina von Weltzien        |
| Sergent Julien Houle                 | Sylvain Marcel            | Conrad Pla          | Achim Buch                   |
| Audrey Pouliot                       | Catherine Bérubé          | Laurence Leboeuf    | Katharina von Keller         |
| Jean-Pierre Harvey                   | Vincent Graton            | Victor Cornfoot     | Martin May                   |
| Isabelle Latendresse                 | Julie Perreault           | Maxim Roy           | Simona Pahl                  |
| Jean-Marc Brouillard                 | Louis Philippe Dandenault | Dan Petronijevic    | Christian Rudolf             |
| Vincent Légaré                       | Fred-Éric Salvail         | Tyler Hynes         | Patrick Bach                 |
| Marcel Gendron                       | Jean Petitclerc           | Bruce Ramsay        | Rasmus Borowski              |
| Théo / Theo Barron                   | Robert Naylor             | Zackaryer Abdillahi | Julian Elias Henneberg       |
| Amélie De Grandpré / Amelie de Grace | Magalie Lépine Blondeau   | Tattiawna Jones     | Celine Fontanges             |
| Catherine Lariviere                  | Fanny Mallette            | Sarah Allen         | Mia Diekow                   |
| Marie-Louise / Marie                 | Louise Portal             | Jayne Heitmeyer     | Ela Nitzsche                 |
| Clément / Cassie Clemont             | Dave Richer               | Richard Chevolleau  | Marek Erhardt                |
| Benoîts bzw. Bens Vater              | Claude Laroche            | Vlasta Vrana        | Jürgen Holdorf               |
| Justine                              | Catherine-Amélie Côté     | Alexandra Ordolis   | Josephine Schmidt            |
| Laura                                | Sarianne Cormier          | Catherine Bérubé    | Merete Brettschneider        |